# 12301 Eötvös
12301 Eötvös eller 1991 RR12 är en asteroid i huvudbältet som upptäcktes den 4 september 1991 av den belgiske astronomen Eric W. Elst vid La Silla-observatoriet. Den är uppkallad efter den ungerske matematikern och fysikern, Loránd Eötvös.